# 17502 Manabeseiji
17502 Manabeseiji è un asteroide della fascia principale. Scoperto nel 1992, presenta un'orbita caratterizzata da un semiasse maggiore pari a 2,2779516 UA e da un'eccentricità di 0,1190109, inclinata di 4,20735° rispetto all'eclittica.
L'asteroide è dedicato al radioastronomo giapponese Seiji Manabe.